# 科孚 (紐約州)
科孚（英語：Corfu）是位於美國紐約州傑納西縣的村。

## 人口
根據2020年美國人口普查的數據，科孚的面積為2.58平方千米，皆為陸地。當地共有人口689人，而人口密度為每平方千米267人。